# Coppa Italia Serie D 2024-2025
La Coppa Italia Serie D 2024-2025 è stata la venticinquesima edizione della manifestazione organizzata dalla Lega Nazionale Dilettanti.

## Partecipanti
Alla competizione partecipano in questa edizione 168 squadre iscritte al campionato di Serie D 2024-2025. La competizione si svolge interamente a eliminazione diretta e ha preso il via il 25 agosto 2024.

## Regolamento
Come di consueto tutti i turni sono a eliminazione diretta. 80 squadre disputano il turno preliminare e le 40 vincenti accedono al primo turno (sessantaquattresimi di finale) dove raggiungono le 88 squadre esentate dal turno preliminare.
Il fattore campo è determinato per sorteggio nel turno preliminare, nel primo turno e nei trentaduesimi di finale. Nei sedicesimi di finale, negli ottavi di finale e nei quarti di finale, invece, gioca in casa la squadra che nel turno precedente ha giocato in trasferta e viceversa, procedendosi col sorteggio solo nel caso di sfida tra due squadre che, nel turno precedente, abbiano giocato entrambe in casa oppure entrambe in trasferta.
Le semifinali si disputano con gare di andata e ritorno; il fattore campo viene deciso per sorteggio. La finale si disputa in un doppio incontro di andata e ritorno. Gli accoppiamenti di tutti i turni sono guidati da criteri di vicinanza geografica.

## Calendario
| Fase              | Turno                   | Andata                          | Ritorno                         |
| ----------------- | ----------------------- | ------------------------------- | ------------------------------- |
| Turno preliminare | Turno preliminare       | 24-25 agosto 2024               | 24-25 agosto 2024               |
| Turno preliminare | Primo turno             | 31 agosto, 1º-11 settembre 2024 | 31 agosto, 1º-11 settembre 2024 |
| Fase finale       | Trentaduesimi di finale | 6-13 novembre 2024              | 6-13 novembre 2024              |
| Fase finale       | Sedicesimi di finale    | 20-27 novembre 2024             | 20-27 novembre 2024             |
| Fase finale       | Ottavi di finale        | 4 dicembre 2024                 | 4 dicembre 2024                 |
| Fase finale       | Quarti di finale        | 18 dicembre 2024                | 18 dicembre 2024                |
| Fase finale       | Semifinali              | 12 febbraio 2025                | 26 febbraio 2025                |
| Fase finale       | Finale                  | 12 marzo 2025                   | 12 marzo 2025                   |

## Partite

### Turni eliminatori

#### Turno preliminare
Sono 80 le squadre impegnate per il preliminare: le 35 società neopromosse, le 8 retrocesse dalla Lega Pro, i 18 club vincenti i play-out 2023-2024 e salve con un distacco superiore agli 8 punti, le 9 società classificate al termine della scorsa stagione al 12º posto dei gironi a 18 sodalizi, al 14º in quelli a 20 squadre, le 4 squadre ripescate, 1 società inserita in sovrannumero, 5 società con la peggiore classifica nella Coppa Disciplina. Gli abbinamenti del turno preliminare sono stati pubblicati il 2 agosto 2024.
| Squadra 1             | Risultato       | Squadra 2             |
| --------------------- | --------------- | --------------------- |
| 24 agosto 2024        |                 |                       |
| Livorno               | 3 - 0           | Zenith Prato          |
| Latte Dolce           | 0 - 0 (4-2 dtr) | Atletico Uri          |
| Recanatese            | 1 - 3           | Ancona                |
| FC Francavilla        | 3 - 1           | Pompei                |
| 25 agosto 2024        |                 |                       |
| Borgaro               | 1 - 1 (6-4 dtr) | Chieri                |
| Fossano               | 1 - 3           | Saluzzo               |
| Cairese               | 0 - 3           | Imperia               |
| Derthona              | 3 - 1           | Magenta               |
| Breno                 | 1 - 2           | Ciliverghe            |
| Castellanzese         | 1 - 3           | Club Milano           |
| Sangiuliano City      | 2 - 0           | Pro Sesto             |
| Vogherese             | 1 - 1 (5-6 dtr) | Oltrepò               |
| Real Calepina         | 3 - 0 (tav.)    | Sondrio               |
| Crema                 | 1 - 0           | Fiorenzuola           |
| Ospitaletto           | 0 - 1           | Vigasio               |
| Luparense             | 0 - 0 (1-4 dtr) | Calvi Noale           |
| Lavis                 | 0 - 2           | Cjarlins Muzane       |
| Chions                | 2 - 1           | Brian Lignano         |
| Progresso             | 1 - 2           | Cittadella Vis Modena |
| Sammaurese            | 1 - 2           | Imolese               |
| Fulgens Foligno       | 1 - 0           | Orvietana             |
| San Donato Tavarnelle | 2 - 0           | Siena                 |
| Sasso Marconi         | 1 - 1 (6-5 dtr) | Tuttocuoio            |
| Sangiovannese         | 0 - 0 (3-1 dtr) | Terranuova Traiana    |
| Olbia                 | 1 - 1 (5-6 dtr) | Ilvamaddalena         |
| Real Monterotondo     | 1 - 2           | Guidonia Montecelio   |
| Cynthialbalonga       | 0 - 0 (4-3 dtr) | Anzio                 |
| Castelfidardo         | 2 - 2 (7-5 dtr) | United Riccione       |
| Civitanovese          | 3 - 1           | Fermana               |
| Isernia               | 0 - 2           | Teramo                |
| Avezzano              | 4 - 2           | Sora                  |
| Terracina             | 0 - 4           | Acerrana              |
| Angri                 | 0 - 1           | Costa d'Amalfi        |
| Sarnese               | 3 - 0           | Savoia                |
| Gravina               | 2 - 0           | Manfredonia           |
| Virtus Francavilla    | 2 - 1           | Ugento                |
| Brindisi              | 0 - 1           | Sambiase              |
| Locri                 | 0 - 0 (4-5 dtr) | Paternò               |
| Nissa                 | 1 - 1 (4-5 dtr) | Enna                  |
| Siracusa              | 2 - 0           | Sancataldese          |

#### Primo turno
Il primo turno prevede la disputa di 64 gare di sola andata riservato alle seguenti squadre: 40 vincenti il turno preliminare; 88 aventi diritto. Gli abbinamenti del primo turno sono stati pubblicati il 2 agosto 2024. 
| Squadra 1                 | Risultato       | Squadra 2              |
| ------------------------- | --------------- | ---------------------- |
| 31 agosto 2024            |                 |                        |
| Asti                      | 1 - 1 (5-6 dtr) | Bra                    |
| Poggibonsi                | 0 - 2           | Sangiovannese          |
| Livorno                   | 3 - 0           | Grosseto               |
| COS Sarrabus Ogliastra    | 1 - 0           | Latte Dolce            |
| San Marino                | 2 - 3           | Castelfidardo          |
| 1º settembre 2024         |                 |                        |
| Chisola                   | 2 - 1           | Borgaro                |
| Ligorna                   | 0 - 0 (7-8 dtr) | Saluzzo                |
| Albenga                   | 0 - 2           | Imperia                |
| Derthona                  | 1 - 1 (3-4 dtr) | NovaRomentin           |
| Lavagnese                 | 1 - 1 (5-4 dtr) | Fezzanese              |
| Vado                      | 3 - 0           | Sanremese              |
| Gozzano                   | 0 - 1           | Oltrepò                |
| Arconatese                | 0 - 3           | Club Milano            |
| Palazzolo                 | 2 - 1           | Ciliverghe             |
| Folgore Caratese          | 2 - 2 (7-8 dtr) | Sangiuliano City       |
| Città di Varese           | 2 - 0           | Varesina               |
| Caravaggio                | 0 - 2           | Brusaporto             |
| Desenzano                 | 2 - 2 (5-6 dtr) | Vigasio                |
| Fanfulla                  | 1 - 2           | Piacenza               |
| Sant'Angelo               | 2 - 1           | Casatese Merate        |
| Villa Valle               | 1 - 0           | Chievo                 |
| Este                      | 1 - 2           | Adriese                |
| Treviso                   | 0 - 0 (2-3 dtr) | Dolomiti Bellunesi     |
| Mestre                    | 2 - 0           | Chions                 |
| Campodarsego              | 2 - 1           | Calvi Noale            |
| Montecchio                | 2 - 1           | Bassano                |
| Portogruaro               | 2 - 2 (6-7 dtr) | Cjarlins Muzane        |
| Lentigione                | 2 - 1           | Crema                  |
| Cittadella Vis Modena     | 2 - 0           | Corticella             |
| Forsempronese             | 2 - 1           | Imolese                |
| Ravenna                   | 1 - 1 (6-5 dtr) | Forlì                  |
| Roma City                 | 3 - 1           | Cynthialbalonga        |
| Flaminia CivitaCastellana | 2 - 2 (4-6 dtr) | Guidonia Montecelio    |
| Trastevere                | 1 - 3           | Atletico Lodigiani     |
| Prato                     | 0 - 1           | Seravezza              |
| Follonica Gavorrano       | 2 - 1           | Sasso Marconi          |
| Ghiviborgo                | 2 - 2 (6-5 dtr) | Tau Altopascio         |
| San Donato Tavarnelle     | 2 - 0           | Pistoiese              |
| Montevarchi               | 0 - 3           | Figline                |
| Trestina                  | 1 - 0           | Fulgens Foligno        |
| Ostia Mare                | 3 - 0           | Ilvamaddalena          |
| Cassino                   | 2 - 0           | Avezzano               |
| Vigor Senigallia          | 2 - 2 (7-6 dtr) | Ancona                 |
| Civitanovese              | 2 - 0           | Chieti                 |
| Sambenedettese            | 1 - 1 (6-5 dtr) | Atletico Ascoli        |
| L’Aquila                  | 1 - 0           | Notaresco              |
| Termoli                   | 1 - 1 (5-4 dtr) | Teramo                 |
| Palmese                   | 1 - 2           | Gelbison               |
| Ischia                    | 2 - 1           | Acerrana               |
| Sarnese                   | 1 - 2           | Paganese               |
| Scafatese                 | 2 - 0           | Puteolana              |
| Nocerina                  | 3 - 1           | Costa d'Amalfi         |
| Casarano                  | 3 - 1           | Sambiase               |
| FC Francavilla            | 1 - 5           | Virtus Francavilla     |
| Martina                   | 1 - 0           | Gravina                |
| Nardò                     | 1 - 6           | Fidelis Andria         |
| Fasano                    | 0 - 4           | Matera                 |
| Paternò                   | 1 - 0           | Igea Virtus            |
| Reggina                   | 2 - 0           | Vibonese               |
| Enna                      | 1 - 0           | CastrumFavara          |
| Acireale                  | 2 - 0           | Sant'Agata             |
| Siracusa                  | 1 - 0           | Ragusa                 |
| Akragas                   | 4 - 0           | Licata                 |
| 11 settembre 2024         |                 |                        |
| Real Calepina             | 3 - 0 (tav.)    | Virtus CiseranoBergamo |

### Fase finale

#### Trentaduesimi di finale
| Squadra 1             | Risultato         | Squadra 2              |
| --------------------- | ----------------- | ---------------------- |
| 6 novembre 2024       |                   |                        |
| Imperia               | 0 - 0 (4-5 dtr)   | Vado                   |
| Saluzzo               | 3 - 0             | Chisola                |
| Club Milano           | 2 - 0             | NovaRomentin           |
| Brusaporto            | 1 - 2             | Sangiuliano City       |
| Sant'Angelo           | 3 - 0             | Città di Varese        |
| Villa Valle           | 1 - 0             | Real Calepina          |
| Vigasio               | 0 - 0 (3-5 dtr)   | Palazzolo              |
| Cjarlins Muzane       | 2 - 0             | Montecchio             |
| Dolomiti Bellunesi    | 2 - 1             | Campodarsego           |
| Adriese               | 2 - 1             | Mestre                 |
| Sambenedettese        | 1 - 2             | Vigor Senigallia       |
| Castelfidardo         | 4 - 1             | Civitanovese           |
| L’Aquila              | 1 - 0             | Termoli                |
| Seravezza             | 1 - 1 (5-3 dtr)   | San Donato Tavarnelle  |
| Figline               | 1 - 2             | Sangiovannese          |
| Livorno               | 3 - 1             | Ghiviborgo             |
| Follonica Gavorrano   | 1 - 0             | Trestina               |
| Atletico Lodigiani    | 0 - 3             | Roma City              |
| Guidonia Montecelio   | 0 - 0 (4-3 dtr)   | Cassino                |
| Ostia Mare            | 1 - 1 (11-12 dtr) | COS Sarrabus Ogliastra |
| Paganese              | 1 - 1 (5-6 dtr)   | Scafatese              |
| Nocerina              | 1 - 2             | Ischia                 |
| Gelbison              | 2 - 1             | Matera                 |
| Fidelis Andria        | 2 - 3             | Casarano               |
| Virtus Francavilla    | 0 - 1             | Martina                |
| Reggina               | 2 - 1             | Acireale               |
| Akragas               | 0 - 2             | Enna                   |
| Siracusa              | 3 - 0             | Paternò                |
| 13 novembre 2024      |                   |                        |
| Lavagnese             | 3 - 1             | Bra                    |
| Oltrepò               | 0 - 2             | Piacenza               |
| Cittadella Vis Modena | 0 - 2             | Lentigione             |
| Ravenna               | 3 - 1             | Forsempronese          |

#### Sedicesimi di finale
| Squadra 1              | Risultato       | Squadra 2           |
| ---------------------- | --------------- | ------------------- |
| 20 novembre 2024       |                 |                     |
| Vado                   | 0 - 0 (3-4 dtr) | Saluzzo             |
| Lavagnese              | 2 - 1           | Sangiuliano City    |
| Club Milano            | 1 - 2           | Sant'Angelo         |
| Piacenza               | 2 - 1           | Villa Valle         |
| Palazzolo              | 1 - 2           | Cjarlins Muzane     |
| Dolomiti Bellunesi     | 3 - 3 (8-7 dtr) | Adriese             |
| Lentigione             | 0 - 1           | Ravenna             |
| Livorno                | 3 - 0           | Seravezza           |
| Sangiovannese          | 1 - 2           | Follonica Gavorrano |
| Roma City              | 0 - 0 (2-4 dtr) | L’Aquila            |
| COS Sarrabus Ogliastra | 1 - 1 (6-7 dtr) | Guidonia Montecelio |
| Scafatese              | 6 - 0           | Ischia              |
| Martina                | 1 - 0           | Casarano            |
| Gelbison               | 1 - 3           | Reggina             |
| Enna                   | 3 - 2           | Siracusa            |
| 27 novembre 2024       |                 |                     |
| Vigor Senigallia       | 1 - 2           | Castelfidardo       |

#### Ottavi di finale
| Squadra 1           | Risultato       | Squadra 2          |
| ------------------- | --------------- | ------------------ |
| 4 dicembre 2024     |                 |                    |
| Saluzzo             | 0 - 2           | Lavagnese          |
| Sant'Angelo         | 0 - 3           | Piacenza           |
| Cjarlins Muzane     | 3 - 0           | Dolomiti Bellunesi |
| Castelfidardo       | 1 - 2           | Ravenna            |
| Follonica Gavorrano | 1 - 1 (3-4 dtr) | Livorno            |
| Guidonia Montecelio | 4 - 0           | L’Aquila           |
| Scafatese           | 0 - 1           | Martina            |
| Reggina             | 1 - 1 (1-4 dtr) | Enna               |

#### Quarti di finale
| Squadra 1        | Risultato       | Squadra 2           |
| ---------------- | --------------- | ------------------- |
| 18 dicembre 2024 |                 |                     |
| Piacenza         | 1 - 2           | Lavagnese           |
| Ravenna          | 2 - 2 (5-4 dtr) | Cjarlins Muzane     |
| Livorno          | 2 - 3           | Guidonia Montecelio |
| Martina          | 1 - 0           | Enna                |

#### Semifinali
| Squadra 1                           | Totale | Squadra 2           | Andata | Ritorno |
| ----------------------------------- | ------ | ------------------- | ------ | ------- |
| 12 febbraio 2025 / 26 febbraio 2025 |        |                     |        |         |
| Ravenna                             | 3 - 1  | Lavagnese           | 2 - 0  | 1 - 1   |
| Martina                             | 0 - 5  | Guidonia Montecelio | 0 - 0  | 0 - 5   |

#### Finale
| Squadra 1           | Risultato       | Squadra 2 |
| ------------------- | --------------- | --------- |
| 12 marzo 2025       |                 |           |
| Guidonia Montecelio | 2 - 2 (6-7 dtr) | Ravenna   |

| Arbitro: | Kovacevic (Arco Riva) |

|                                |                      |                                     |
| Spinosa 40’ Tounkara 62’       | Marcatori            | 8’ (rig.) Manuzzi 70’ Zagré         |
| Spinosa Calì Rossi Musso Sfanò | Tiri di rigore 4 – 5 | Di Renzo Biagi Rossetti Zagré Guida |